# Víctor Della Valle
Víctor Della Valle (Montevideo, 23 de enero de 1943-Montevideo, 7 de julio de 2023) fue un abogado penalista y dirigente deportivo uruguayo. Fue presidente del Club Nacional de Football durante seis meses y fue fundador de Club Atlético El Tanque  y presidente del Centro Cultural y Deportivo El Tanque Sisley durante doce años.

## Trayectoria

### Presidencia de El Tanque Sisley
Fundó el Club Atlético El Tanque el 17 de marzo de 1955 junto con Enrique Fessler, Rubén Rodríguez y Jorge Codesal. Fue dirigente durante 31 años y presidente durante doce años. El estadio donde El Tanque Sisley juega de local fue nombrado en su honor, Estadio Víctor Della Valle.

### Presidencia del Club Nacional de Football
Fue vicepresidente de Nacional durante el mandato del economista Eduardo Ache y asumió la presidencia luego de que este renunciara al cargo para asumir como vicepresidente de la AUF. Della Valle asumió formalmente la presidencia el 19 de agosto de 2006. Durante su mandato Nacional disputó la Copa Sudamericana quedando eliminado en cuartos de final. Se destaca la eliminación de Boca Juniors en octavos de final luego de que gran parte del plantel de Nacional se viera afectado por una epidemia de paperas.
En las elecciones para la presidencia de Nacional en el 2006, fue como vicepresidente de Ricardo Alarcón pero a los pocos días sucedió una disputa interna entre Alarcón y Della Valle, quien pidió licencia por 60 días pero nunca regresó. La rivalidad entre ellos siguió hasta el punto de que cuando Della Valle, siendo presidente de El Tanque Sisley, solicitó a Nacional el préstamo de algunos jugadores juveniles, Alarcón no cedió los jugadores al Tanque, sino a que fueron para Fénix, Juventud de Las Piedras y Rentistas. Además acusó a Alarcón de llevar adelante una gestión autoritaria al frente de la institución.

## Controversia
En 1993, al cabo de una investigación judicial iniciada por la periodista María Urruzola y que debió solicitar colaboración de la justicia de Italia, fue inculpado y encarcelado junto con el director y subdirector de Interpol y el empresario Jorge Martínez por creerse que estaba vinculado a una organización mafiosa dedicada al tráfico de mujeres con fines de explotación sexual. El abogado Della Valle apeló el procesamiento y un tribunal de apelaciones superior lo revocó, absolviéndolo por completo del delito que se lo imputaba a menos de 2 meses de ser encarcelado.